# Salem Ilese
Salem Ilese Davern (née le 19 août 1999) est une autrice-compositrice-interprète américaine, principalement connue pour ses singles viraux "Mad at Disney" et "PS5". Elle a également coécrit des chansons pour des artistes tels que Bella Poarch et Demi Lovato.
Originaire de Mill Valley, en Californie, elle a commencé à suivre des cours d'écriture de chansons avec la musicienne américaine Bonnie Hayes à l'âge de dix ans et a passé deux ans à se spécialiser dans le programme de composition musicale de Hayes au Berklee College of Music. Elle a ensuite déménagé à Los Angeles, où elle a signé avec Homemade Projects et a sorti son premier EP, 757, en 2019.
En 2020, elle sort la chanson "Mad at Disney" dans le contexte de la sortie d'une série de live action de Disney qui avaient suscité l'indignation des fans. Ce titre est devenu son premier grand succès grâce à sa popularité sur les réseaux sociaux, notamment TikTok, et a été certifié disque d'or par la RIAA. En 2021, Ilese a sorti son deuxième EP (L)only Child et a collaboré avec Alan Walker sur la chanson "Fake a Smile". Elle a connu un nouveau succès en ligne en 2022 avec "PS5", une collaboration avec Tomorrow X Together (TXT) qui incluait également Walker. En 2023, elle a lancé son premier album, high concept.

## Biographie

### Jeunesse et origines
Née le 19 août 1999, Salem Ilese Davern est originaire de Mill Valley, en Californie,. 
Sa carrière de compositrice a débuté à l'âge de 10 ans lorsqu'elle a commencé à suivre des cours avec Bonnie Hayes (compositrice pour Bonnie Raitt et Cher) à San Francisco. Elle a également fréquenté le Berklee College of Music,.

## Style musical
Marcy Donelson, de AllMusic, a décrit le style de Salem Ilese comme du "dance-pop axé sur des thèmes de relations insatisfaites". La jeune femme compose souvent des chansons autour d'un concept unique. Elle estime que l'utilisation de noms de marques et de produits aide les chansons à gagner en visibilité,.
Dans un article pour NBC News, Morgan Sung a observé que certains utilisateurs des réseaux sociaux se plaignent d'un style musical particulier utilisé par de nouveaux artistes pour tenter de percer sur TikTok. Caractérisé par une mélodie nostalgique et des paroles simples visant à être universelles, le "mad at disney genre" a été critiqué pour son manque d'originalité et d'authenticité. Sung cite des exemples tels que "Mad at Disney" de Salem Ilese et "ABCDEFU" de Gayle.

## Discographie

### Mad at Disney (2020)
| Titre                                                              | Année | Meilleure position | Meilleure position | Meilleure position | Meilleure position | Meilleure position | Album               |
| Titre                                                              | Année | FR                 | WA                 | FL                 | CH                 | NL                 | Album               |
| ------------------------------------------------------------------ | ----- | ------------------ | ------------------ | ------------------ | ------------------ | ------------------ | ------------------- |
| Mad at Disney                                                      | 2020  | —                  | 4                  | 48                 | —                  | 28                 | Unsponsored Content |
| « — » indique que le titre n'est pas sorti ou classé dans le pays. |       |                    |                    |                    |                    |                    |                     |

### Singles
| Year | Artist              | Track                                                                |
| ---- | ------------------- | -------------------------------------------------------------------- |
| 2018 | Salem Ilese         | "Awake"                                                              |
| 2019 | Salem Ilese         | "Impatient"                                                          |
| 2019 | Salem Ilese         | "Numbers Game"                                                       |
| 2019 | Salem Ilese         | "Roshambo"                                                           |
| 2019 | Salem Ilese         | "Time Machine"                                                       |
| 2019 | Salem Ilese         | "757"                                                                |
| 2019 | Salem Ilese         | "Bad Word"                                                           |
| 2020 | Salem Ilese         | "Mad at Disney"                                                      |
| 2020 | Salem Ilese         | "It Gets Better"                                                     |
| 2020 | Salem Ilese         | "Roses to His Ex"                                                    |
| 2020 | Salem Ilese         | "Marry Christmas"                                                    |
| 2020 | Salem Ilese         | "Coke & Mentos"                                                      |
| 2020 | Gattuso             | "Love Is Not Enough" (featuring Salem Ilese)                         |
| 2020 | Myrne               | "Splinter" (with Salem Ilese)                                        |
| 2020 | TIMMS               | "Itsy Bitsy"                                                         |
| 2020 | Lev                 | "When I Hurt You"                                                    |
| 2021 | Salem Ilese         | "Ben & Jerry"                                                        |
| 2021 | Salem Ilese         | "(L)only Child"                                                      |
| 2021 | Salem Ilese         | "Good, Not Great"                                                    |
| 2021 | Salem Ilese         | "Romeo & Juliet"                                                     |
| 2021 | Salem Ilese         | "Dinosaurs"                                                          |
| 2021 | Salem Ilese         | "Forgiveness"                                                        |
| 2021 | Salem Ilese         | "About a Breakup"                                                    |
| 2021 | Surfaces            | "Come with Me" (featuring Salem Ilese)                               |
| 2021 | Alan Walker         | "Fake a Smile" (featuring Salem Ilese)                               |
| 2021 | LLusion             | "Yoga" (featuring Salem Ilese)                                       |
| 2021 | Mia Rodriguez       | "Billion Dollar Bitch"                                               |
| 2021 | MASN                | "Don't Talk"                                                         |
| 2021 | Imanbek             | "Dancing on Dangerous"                                               |
| 2021 | Imanbek             | "Married to Your Melody"                                             |
| 2021 | Jamie Miller        | "Here's Your Perfect"                                                |
| 2021 | Tomorrow X Together | "Anti-Romantic"                                                      |
| 2021 | Bella Poarch        | "Build a Bitch"                                                      |
| 2021 | Bella Poarch        | "Inferno"                                                            |
| 2022 | Salem Ilese         | "Jake from State Farm"                                               |
| 2022 | Salem Ilese         | "PS5" (with TXT & Alan Walker)                                       |
| 2022 | Salem Ilese         | "Crypto Boy"                                                         |
| 2022 | Salem Ilese         | "Painhub"                                                            |
| 2022 | Taeyeon             | "Toddler"                                                            |
| 2022 | Pussy Riot          | "Princess Charming"                                                  |
| 2022 | Demi Lovato         | Holy Fvck ("Holy Fvck" and "City of Angels")                         |
| 2022 | Bella Poarch        | Dolls ("Villain", "Living Hell", and "No Man's Land (feat. Grimes)") |
| 2022 | Le Sserafim         | "Good Parts (When the Quality Is Bad but I Am)"                      |
| 2022 | CG5                 | "MINION"                                                             |
| 2024 | ILLIT               | "Magnetic"                                                           |
| 2024 | eaJ                 | "Mad"                                                                |
| 2024 | eaJ                 | "Burn (with Salem Ilese)                                             |